# Надькалло
Надькалло (угор. Nagykálló) — містечко на північному-сході Угорщини, у статистичному регіоні Північний Великий Альфельд, у медьє (області) Саболч Сатмар Берег, адміністративний центр кістерсегу (району) Надькалло. Населення міста становить 10 064 чол.оц. 2009

## Етимологія
Щодо походження назви існує низка версій.
Згідно із основною версією назва міста Надькалло (угор. Nagykálló) складається із двох часток. "Калло" (угор. "Kálló") ймовірно походить від старо-угорського слова, що означало "місце збору". Частка "Наді" угор. "Nagy" означає "велике". Окрім Великого Місця Збору (угор. Nagykálló) існували Малі Місця Збору (угор. Kiskálló), які поступово поглинулися Надькалло.

## Історія
Надькалло відоме як торговий центр ще з XIV століття. У 1315 році король Карл Роберт надав місту право проведення ярмарку. Місто мало вигідне розташування на перетині торгових шляхів Токай—Сату-Маре і Берегове—Мукачево—Ужгород—Дебрецен, а тому швидко розвивалося. В 1323 році місто стало центром регіону, місцем де проводилися окружні ради.
В 1457 році побудовано королівський замок.  В 1556 році турки захопили і спалили місто. По деякім часі мешканці для захисту збудували кам'яний замок.
В 1603 році в місті поселяється дворянин Іштван Бочкай зі своїми гайдуками. По його смерті гайдуки переселяються до містечка Гайдубесермень. Надькалло дещо занепадає, але залишається важливим ремісничим центром.
В 1630 Семигородський князь Ракоці Юрій II захопив місто і оголосив тут «Прокламацію Незалежності».
29 Липня 1703 Ракоці Ференц II в ході антигабсбургського повстання захопив замок і наступного дня окупував місто. В 1704 році він наказав знищити фортецю в Надькалло, фактично було зруйновано в 1709 році.
В 1747 році місто стало центром жупану Саболч, але в 1867 ця роль перейшла до Ньїредьхази. Після 1-ї Світової війни, коли суттєво зменшилася територія Угорського королівства, була проведена адміністративна реформа, внаслідок чого частина жупану Саболч разом із частинами жупанів Сатмар і Берег, були злитті в сучасний медьє Саболч Сатмар Берег. В 1989 році Надькалло отримало статус міста.

## Релігія
В місті є три релігійні споруди: католицька, греко-католицька і реформаторська (на фото).

## Міста-побратими
- Ліманова
- Метцінген
- Тешнад рум. Tăşnad
- Тячів